# Efecto Casimir

Fuerzas de Casimir en placas paralelas

En física (pero también en matemáticas aplicadas), el efecto Casimir o la fuerza de Casimir-Polder es un efecto predicho por la teoría cuántica de campos que resulta medible y consiste en que, dados dos objetos metálicos separados por una distancia pequeña comparada con el tamaño de los objetos, aparece una fuerza atractiva entre ambos debido a un efecto asociado al vacío cuántico. Las fluctuaciones de vacío del vacío cuántico dentro del espacio entre las placas solo existen en modos de vibración estacionarios, entonces el número de modos del espacio intermedio es inferior a los modos de fluctuación de afuera; esto causa un desequilibrio de modos vibratorios, originando una presión física externa que provoca que las placas se acerquen entre sí (la fuerza no es gravitatoria).

## Introducción

Fuerzas de Casimir en placas paralelas

El efecto Casimir se puede entender por la idea de que la presencia de metales conductores y dieléctricos alteran el valor esperado del vacío para la energía del campo electromagnético cuantizado. Puesto que el valor de esta energía depende de las formas y de las posiciones de los conductores y de los dieléctricos, el efecto Casimir se manifiesta como fuerza entre tales objetos.
A veces, esto se describe en términos de partículas virtuales que interactúan con los objetos, debido a una de las formulaciones matemáticas posibles para calcular la fuerza del efecto. Como la intensidad de la fuerza cae rápidamente con la distancia, es solamente medible cuando la distancia entre los objetos es extremadamente pequeña. En una escala por debajo del micrómetro, esta fuerza llega a ser tan fuerte que se convierte en la fuerza dominante entre dos conductores neutros. De hecho, en separaciones de 10 nanómetros, el efecto Casimir produce el equivalente de 1 atmósfera de presión (101.3  kPa).
Los físicos holandeses Hendrik Casimir y Dirk Polder fueron los primeros en proponer la existencia de esta fuerza en 1948 y formularon un experimento para detectarla mientras participaban en la investigación en los laboratorios de investigación de Philips. La forma clásica del experimento utiliza un par de placas paralelas de metal neutras en el vacío, y demostró con éxito la fuerza dentro del 15 % del valor predicho por la teoría. 
La fuerza de Van der Waals entre un par de átomos neutros es un efecto similar. En la física teórica moderna, el efecto Casimir desempeña un papel importante en el modelo quiral del nucleón; y en física aplicada, es cada vez más importante en el desarrollo de componentes nanotecnológicos.

### Energía del vacío

Diagrama de Feynman ilustrando la interacción entre dos electrones producida mediante el intercambio de un fotón.

El efecto Casimir es un resultado de la teoría cuántica de campos, que indica que todos los campos fundamentales, tales como el campo electromagnético, deben ser cuánticos en cada punto del espacio. De manera muy simple, un campo en la física puede ser previsto como si el espacio estuviera lleno de bolas y de resortes que vibraran interconectados, y la fuerza del campo se puede visualizar como la dislocación de una bola de su posición de reposo. Las vibraciones en este campo se propagan y están gobernadas por la ecuación de onda apropiada para el campo particular. El campo electromagnético cuantizado en la teoría cuántica de campos requiere que cada combinación bola-resorte sea cuántica, es decir, que la fuerza del campo será cuántica en cada punto en espacio. Canónicamente, el campo en cada punto del espacio es un oscilador armónico simple. Las excitaciones del campo corresponden a partículas elementales de la física de partículas. Sin embargo, incluso el vacío tiene una estructura sumamente compleja. Todos los cálculos de la teoría cuántica de campos se deben hacer referentes a este modelo de vacío.
El vacío tiene, implícito, todas las características que una partícula pueda tener: spin, polarización en el caso de la luz, energía, y así sucesivamente. En promedio, todas estas características se cancelan: el vacío es después de todo, vacío en este sentido. Una excepción importante es la energía del vacío o el valor de la expectativa de la energía del vacío. La cuantización de un oscilador armónico simple indica que la energía posible más baja o la energía del punto cero que tal oscilador puede tener es:

{\displaystyle {E}={\begin{matrix}{\frac {1}{2}}\end{matrix}}\hbar \omega }

Al sumar sobre todos los osciladores posibles en todos los puntos en espacio da una cantidad infinita. Para quitar este infinito, uno puede decir que solamente las diferencias en energía son físicamente mensurables; este principio es la base de la teoría de la renormalización. En los cálculos prácticos, así es como el infinito se maneja siempre. En un sentido más profundo, sin embargo, la renormalización no es satisfactoria, y el eliminar este infinito es uno de los desafíos en la búsqueda de una teoría del todo. No hay actualmente una explicación fuerte sobre cómo este infinito se debe tratar como esencialmente cero; un valor diferente a cero es esencialmente la constante cosmológica y cualquier valor grande causa problemas en la cosmología.

### Interpretaciones
Stephen Hawking en su obra El universo en una cáscara de nuez da dos explicaciones posibles y, tal vez, complementarias:
- Una hace referencia al campo electromagnético cuantizado, que se describe como un conjunto de infinitos osciladores armónicos simples cuya oscilación crea las ondas electromagnéticas. En su estado fundamental estos osciladores poseen algo de energía debido la relación de indeterminación de Heisenberg. Como cada oscilador sólo se corresponde con una frecuencia y tenemos infinitos osciladores en cada punto del espacio, en una cantidad finita de espacio hay una cantidad infinita de dichos osciladores, y sumando la energía media de dichos osciladores obtenemos una cantidad infinita de energía en cada punto del espacio. Al colocar unas placas metálicas plano paralelas en el espacio, estas limitan la cantidad de longitudes de onda que caben entre ellas, creando una diferencia de energía entre el exterior y el interior de las placas. Entre ambas placas sigue habiendo una cantidad infinita de energía, pero aun así es inferior al infinito exterior. Es decir, que hay infinitos más grandes que otros infinitos.[3][4]
- La otra se basa en el número de "historias en bucle cerrado" de partículas subatómicas. Entre ambas placas hay menos espacio para que estas historias tengan lugar que en el exterior, luego las historias exteriores crearían una diferencia de presión entre las placas que tendería a juntarlas.

### Interpretación moderna como fuerza de Van der Waals relativista
El artículo de 2005 de Robert Jaffe del MIT describe que "los efectos de Casimir se pueden formular y las fuerzas de Casimir se pueden calcular sin referencia a las energías de punto cero del vacío, sólo como fuerzas cuánticas relativistas entre cargas y corrientes. 

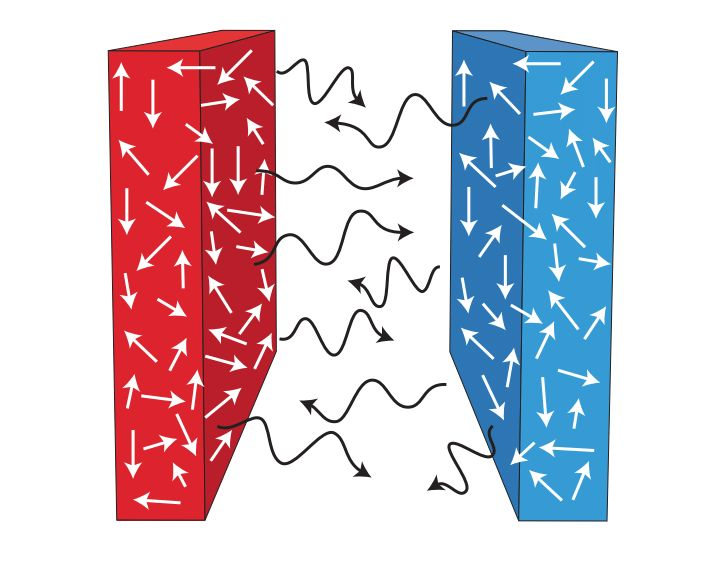
El efecto Casimir como fuerzas de Van der Waals resultantes de fluctuaciones de carga en placas conductoras.

Ese método de cálculo muestra que la fuerza de Casimir por unidad de área entre placas paralelas se desvanece cuando alfa, la constante de estructura fina tiende a cero, mientras que el resultado del tratamiento estándar,  independiente de alfa, corresponde al límite al aproximar alfa a infinito, tratando la fuerza de Casimir una fuerza de van der Waals (relativista retardada) entre las placas de metal. El artículo original de Casimir y Polder utilizó este método para derivar la fuerza de Casimir-Polder. En 1978, Schwinger, DeRadd y Milton publicaron una derivación similar para el efecto Casimir entre dos placas paralelas. De hecho, la descripción en términos de las fuerzas de van der Waals es la única descripción correcta desde la perspectiva microscópica fundamental, mientras que otras descripciones de la fuerza de Casimir son meras descripciones macroscópicas efectivas.

## Cálculo de Casimir
En el cálculo original realizado por Casimir, éste consideró el espacio libre entre un par de placas conductoras paralelas separadas una distancia {\displaystyle a}. En este caso, las ondas estacionarias son particularmente fáciles de calcular, ya que la componente transversal del campo eléctrico y la componente normal del campo magnético deben anularse en la superficie de un conductor. Asumiendo que las placas paralelas residen en el plano x-y, las ondas estacionarias son:

{\displaystyle \psi _{n}(x,y,z,t)=e^{-i\omega _{n}t}e^{ik_{x}x+ik_{y}y}\sin \left(k_{n}z\right)}

donde {\displaystyle \psi } aparece por la componente eléctrica del campo electromagnético, y, como simplificación, la polarización y las componentes magnéticas son despreciadas. Aquí, {\displaystyle k_{x}} y {\displaystyle k_{y}} son las componentes del vector de onda en direcciones paralelas a las placas, y 

{\displaystyle k_{n}={\frac {n\pi }{a}}}

es el módulo del vector de onda perpendicular a las mismas, y  {\displaystyle a} es la distancia entre placas. Así pues, n es un número entero, que aparece debido a la ligadura de que ψ se anule en las placas metálicas. La frecuencia para esta onda es:

{\displaystyle \omega _{n}=c{\sqrt {{k_{x}}^{2}+{k_{y}}^{2}+{\frac {n^{2}\pi ^{2}}{a^{2}}}}}}

donde c es la velocidad de la luz. La energía del vacío es entonces la suma sobre todos los posibles modos de excitación

{\displaystyle \langle E\rangle ={\frac {\hbar }{2}}\cdot 2\int {\frac {dk_{x}dk_{y}}{(2\pi )^{2}}}\sum _{n=1}^{\infty }A\omega _{n}}

donde A es el área de las placas de metal, siendo un factor 2 introducido debido a las dos posibles polarizaciones de la onda. Esta expresión es claramente infinita, y para poder realizar el cálculo, es conveniente introducir un regulador. El regulador servirá para hacer que la expresión se vuelva finita, eliminándolo del cálculo en pasos posteriores. La versión regularizada de la función zeta de la energía por unidad de área en la placa es:

{\displaystyle {\frac {\langle E(s)\rangle }{A}}=\hbar \int {\frac {dk_{x}dk_{y}}{(2\pi )^{2}}}\sum _{n=1}^{\infty }\omega _{n}\vert \omega _{n}\vert ^{-s}}

Al final del cálculo, se debe considerar el límite {\displaystyle s\to 0}. Aquí s es simplemente un número complejo, y no debe confundirse con variables así denotadas con anterioridad. Esta integral/suma es finita para s real y mayor que 3. La suma posee un polo en s=3, pero puede ser analíticamente extensible a s=0, donde la expresión es finita. Expadiendo esto, se obtiene

{\displaystyle {\frac {\langle E(s)\rangle }{A}}={\frac {\hbar c^{1-s}}{4\pi ^{2}}}\sum _{n}\int _{0}^{\infty }2\pi qdq\left\vert q^{2}+{\frac {\pi ^{2}n^{2}}{a^{2}}}\right\vert ^{(1-s)/2}}

donde se han introducido las coordenadas polares {\displaystyle q^{2}=k_{x}^{2}+k_{y}^{2}} para transformar nuestra integral doble en una integral simple. La {\displaystyle q} es el jacobiano, y el {\displaystyle 2\pi } proviene de la integración angular. Esta integral se puede calcular fácilmente, resultando 

{\displaystyle {\frac {\langle E(s)\rangle }{A}}=-{\frac {\hbar c^{1-s}\pi ^{2-s}}{2a^{3-s}}}{\frac {1}{3-s}}\sum _{n}\vert n\vert ^{3-s}}

Esta suma se puede interpretar como la función zeta de Riemann, de forma que

{\displaystyle {\frac {\langle E\rangle }{A}}=\lim _{s\to 0}{\frac {\langle E(s)\rangle }{A}}=-{\frac {\hbar c\pi ^{2}}{6a^{3}}}\zeta (-3)}

Sabiendo que {\displaystyle \zeta (-3)=1/120}, se obtiene 

{\displaystyle {\frac {\langle E\rangle }{A}}={\frac {-\hbar c\pi ^{2}}{3\cdot 240a^{3}}}}

La fuerza de Casimir por unidad de área {\displaystyle F_{c}/A} para placas ideales y perfectamente conductoras con vacío entre ambas es, por lo tanto

{\displaystyle {F_{c} \over A}=-{\frac {d}{da}}{\frac {\langle E\rangle }{A}}=-{\frac {\hbar c\pi ^{2}}{240a^{4}}}}

donde
{\displaystyle \hbar } (h barra, ħ) es la constante reducida de Planck,
{\displaystyle c} es la velocidad de la luz,
{\displaystyle a} es la distancia entre dos placas.
La fuerza es negativa, indicando pues el carácter atractivo de la misma: disminuyendo la distancia entre placas, la energía es reducida. La presencia de {\displaystyle \hbar } indica que la fuerza de Casimir por unidad de área {\displaystyle F_{c}/A} es muy pequeña, siendo su origen puramente inherente a la mecánica cuántica.

### Relación con la serie 1+2+3+4...
Si el oscilador está encerrado en una cavidad, la frecuencia podrá tomar también sólo ciertos valores.

## Medición experimental
Una de las primeras pruebas experimentales la realizó Marcus Spaarnay en Philips en Eindhoven, en 1958, en un experimento delicado y difícil con placas paralelas, obteniendo resultados que no estaban en contradicción con la teoría de Casimir, pero que tenían errores experimentales grandes.
El efecto Casimir se midió de forma más precisa en 1997 por Steve K. Lamoreaux del laboratorio nacional de Los Álamos y por Umar Mohideen de la Universidad de California en Riverside y su colega Anushree Roy. 
En la práctica, en vez de usar dos placas paralelas, las cuales requieren un alineamiento demasiado preciso para asegurar que son paralelas, los experimentos usaron una placa que es plana y otra placa que es parte de una esfera con un amplio radio de curvatura. En el 2001, otro grupo de la Universidad de Padua consiguió finalmente medir la fuerza de Casimir entre placas paralelas usando microrresonadores.
Más investigaciones han mostrado que con materiales de cierta conductividad y permeabilidad, o con una cierta configuración, el efecto Casimir se puede hacer repulsivo en vez de atractivo, aunque no hay aún pruebas experimentales de tales predicciones.